# Киндешть-Дял
Киндешть-Дял, Киндешті-Дял (рум. Cândești-Deal) — село у повіті Димбовіца в Румунії. Входить до складу комуни Киндешть.
Село розташоване на відстані 99 км на північний захід від Бухареста, 25 км на північний захід від Тирговіште, 135 км на північний схід від Крайови, 74 км на південний захід від Брашова.

## Населення
За даними перепису населення 2002 року у селі проживали 284 особи, усі — румуни. Усі жителі села рідною мовою назвали румунську.